# Christophe Galtier
Pour les articles homonymes, voir Galtier.
Ne doit pas être confondu avec l'entraîneur de rugby Fabien Galthié.
Christophe Galtier, né le 23 août 1966 à Marseille (France), est un joueur puis entraîneur français de football. Il a évolué au poste de défenseur de 1985 à 1999, avant de devenir entraîneur à partir de 1999.
Formé à l'Olympique de Marseille, il passe la majorité de sa carrière de joueur en France, évoluant notamment pour le club phocéen de 1985 à 1987 et de 1995 à 1997, avec qui il est finaliste de la Coupe de France en 1986 et en 1987. Il porte également les couleurs du LOSC Lille et du Toulouse FC respectivement de 1987 à 1990 et de 1990 à 1993, suivi de brefs passages au Angers SCO et au Nîmes Olympique. La fin de sa carrière le voit passer brièvement à l'AC Monza en Italie et au Liaoning Yuandong en Chine.
À la fin de sa carrière de joueur en 1999, Galtier devient l'adjoint de Bernard Casoni à l'Olympique de Marseille, poste où il reste jusqu'en avril 2001, assurant brièvement l'intérim en tant qu'entraîneur principal en 2000. Après une première expérience d'entraîneur en Grèce avec l'Aris Salonique et un nouveau poste d'adjoint au Sporting Club de Bastia, il devient l'adjoint d'Alain Perrin pendant près de cinq ans entre 2004 et 2009, avec qui il passe notamment par Al Ain Club aux Émirats arabes unis, Portsmouth en Angleterre, puis le FC Sochaux-Montbéliard, l'Olympique lyonnais et l'AS Saint-Étienne.
Après le renvoi de Perrin de l'ASSE en novembre 2009, Galtier se voit confier le poste d'entraîneur principal de l'équipe alors mal en point en championnat et proche de la relégation. Après avoir maintenu le club à l'issue de la saison 2009-2010 et obtenu une dixième place la saison suivante, « les Verts » deviennent sous ses ordres un prétendant récurrent aux places de Ligue Europa en championnat et remportent la Coupe de la Ligue en 2013. Il quitte le club stéphanois au terme de la saison 2016-2017.
Il est, de la fin d’année 2017 à l'été 2021, l’entraîneur du LOSC Lille. En 2018, il permet au club de se maintenir après une rude saison. La saison 2018-2019 sera marquée par une qualification en Ligue des champions due à l’excellente saison du LOSC, vice-champion de Ligue 1. Lors de la saison 2020-2021, l'équipe lilloise est championne de France au terme d'un très beau parcours tout au long de l'année. Elle acquiert son titre lors de la dernière journée de Ligue 1 en battant le Angers SCO sur le score de 2 à 1. Auréolé de ce titre de champion de France, Galtier s'engage ensuite à l'OGC Nice pour un contrat de trois ans ; il reste finalement le temps d'une saison en demi-teinte.
De 2022 à 2023, Christophe Galtier est l'entraîneur du Paris Saint-Germain, avec lequel il est champion de France à nouveau.
Après son passage controversé au PSG, il se rend au Qatar pour devenir l'entraîneur de Al-Duhail SC jusqu'en 2025.

## Biographie

### Carrière de joueur

#### Carrière en club

##### Formation (1982-1985)
Fils de pieds-noirs d'Algérie, Christophe Galtier commence le football aux Sports Olympiques Caillolais, club formateur marseillais qui a révélé de nombreux jeunes comme Jean Tigana ou Éric Cantona, avant d'intégrer en 1982 le centre de formation de l'Olympique de Marseille au poste de milieu défensif. Il y retrouve son cousin Jean-Charles De Bono. En 1983, il fait partie de l'équipe de France juniors B1 aux côtés d'Alain Roche et Franck Silvestre.

##### Olympique de Marseille (1985-1987)
Il fait ses débuts en première division contre Brest le 30 juillet 1985, puis s'impose rapidement dans l'équipe type en tant que solide défenseur, rugueux de réputation. Il joue 52 matchs et atteint la finale de la coupe de France à deux reprises avec le club phocéen, mais à la fin de la saison 1986-1987, alors que son contrat prend fin et que le club de Marseille connait un important remaniement après l'arrivée de Bernard Tapie, il quitte la Cité Phocéenne. Durant ses jeunes années marseillaises, il est surnommé Galette,.

##### LOSC Lille (1987-1990)
Il choisit de s'engager avec le Lille OSC. Christophe Galtier poursuit sa carrière à Lille jusqu'à la fin de la saison 1989-1990. Le club échappe alors de peu à la relégation en deuxième division.

##### Toulouse FC (1990-1993)
Il décide de signer un contrat avec le Toulouse Football Club, où il évoluera dans la deuxième partie du championnat de France pendant trois saisons.

##### Angers SCO (1993-1994)
Au début de la saison 1993-1994, en fin de contrat avec le TFC, il se relance à Angers SCO, club tout juste promu en première division qui effectue un recrutement ambitieux. Cette saison se terminera sur un fiasco, le SCO étant relégué en deuxième division.
Sa fin de carrière de joueur se déroulera dans différents clubs situés en bas de tableau.

##### Nîmes Olympique (1994-1995)
Pour la saison 1994-95, il intègre le Nîmes Olympique, pensionnaire de seconde division, qui vise la remontée dans l'élite, mais rate sa saison et termine finalement 22e du championnat et descend en National.

##### Olympique de Marseille (1995-1997)
L'Olympique de Marseille qui est alors en seconde division décide de faire appel à l'expérience de ce joueur formé au club pour retrouver l'élite. Il restera au club phocéen durant deux saisons, participant notamment sous la direction de l'entraineur Gérard Gili au retour de son club formateur en première division.

##### AC Monza (1997-1998)
En 1997, il signe un contrat avec l'AC Monza, club de Serie B italienne.

##### Liaoning Yuandong (1998-1999)
En 1998, il s'engage avec le club chinois de Liaoning Yuandong, avant de mettre un terme à sa carrière de joueur à 32 ans, en 1999.

#### Carrière internationale

##### Équipe de France espoirs (1988)
Régulièrement appelé en équipe de France espoirs, il remporte avec la génération où se sont imposés Éric Cantona, Laurent Blanc, Stéphane Paille et Alain Roche le Championnat d'Europe de football Espoirs 1988, mais ne sera pas par la suite sélectionné en équipe de France A.

### Carrière d’entraîneur adjoint

#### Olympique de Marseille (2000-2001)
Il rejoint en 1999 en qualité d'entraîneur adjoint le staff technique de Bernard Casoni qui prend les commandes de l'équipe de l'Olympique de Marseille après la démission de Rolland Courbis,. L'équipe a du mal à se stabiliser et, à la suite du départ rapide de Bernard Casoni, voit se succéder durant les saisons 1999-2001 plusieurs entraîneurs. Le 7 avril 2000, dans le tunnel du Vélodrome, à la mi-temps de Marseille-Monaco, le joueur monégasque Marcelo Gallardo est agressé par plusieurs joueurs marseillais mais également par des membres du staff, dont Galtier, et de la sécurité de l'OM. Henri Biancheri, directeur sportif monégasque, parle alors d'un « lynchage »[réf. nécessaire]. Galtier écope comme sanction d'une suspension de six mois,.

#### Aris Salonique (2001-2002)
En décembre 2001, Christophe Galtier s'engage comme entraîneur adjoint de Richard Tardy à l'Aris Salonique, club de première division grecque habitué des joutes européennes, en retrait sur la scène continentale à cette époque. L'équipe termine finalement à la neuvième place du championnat et ne parvient pas à retrouver l'Europe. En janvier 2002, il est diplômé du DEF (Diplôme d'entraîneur de football). Il quitte la Grèce en mai 2002.

#### SC Bastia (2001-2004)
Il devient adjoint au SC Bastia aux côtés de Gerard Gili. Le club corse traverse depuis plusieurs années une période difficile et se fixe pour objectif de retrouver le haut du tableau en recrutant des joueurs aguerris du championnat (Laurent Batlles, Jocelyn Gourvennec et les internationaux Florian Maurice, Franck Silvestre et Lilian Laslandes), ou encore des jeunes prometteurs comme Michael Essien et Alou Diarra. Les résultats ne seront pas à la hauteur des ambitions, l'équipe terminant douzième du championnat en 2003, puis 17e en 2004, évitant de justesse la relégation. Le 5 avril 2004, Gérard Gili est démis de ses fonctions d’entraîneur et Christophe Galtier effectuera l'intérim à la tête de l'équipe avec José Pasqualetti jusqu'à la fin de la saison.

#### Al-Aïn (2004)
En juin 2004, Alain Perrin vient de quitter l'Olympique de Marseille et propose à Christophe Galtier de devenir son adjoint pour entraîner l'équipe d'Al-Aïn Football Club à Abou Dhabi. Ce sera le début d'une fructueuse collaboration entre les deux hommes, et une étape décisive dans la carrière d'entraîneur du technicien marseillais. Le duo entraînera brièvement le club de l'émirat (juillet-octobre 2004)

#### Portsmouth FC (2005)
Ils iront ensuite au club de première division anglaise Portsmouth d'avril à décembre 2005.

#### FC Sochaux-Montbéliard (2006-2007)
Par la suite, il s'engage lors de la saison 2006-2007 au FC Sochaux, toujours comme adjoint d'Alain Perrin. Après un retour au premier plan de la scène française et européenne au début des années 2000, le club franc-comtois vient de traverser une saison difficile en terminant quinzième du championnat de France. Le travail des deux entraineurs s'avère bénéfique, le FC Sochaux remontant à la septième place du championnat et effectuant un parcours brillant en coupe de France lui permettant, à la suite de la victoire en finale contre l'Olympique de Marseille, de conquérir son deuxième titre dans cette compétition et de renouer avec les joutes européennes.
L'expérience sochalienne sera cependant vite écourtée par un appel de l'Olympique lyonnais.

#### Olympique lyonnais (2007-2008)
Sollicité durant l'été 2007 par l'Olympique lyonnais, alors en perte de vitesse dans les compétitions européennes, Alain Perrin décide de répondre favorablement à la proposition du champion de France en titre et s'engage avec Christophe Galtier pour entrainer le club rhodanien.
L'OL vise le titre dans l'ensemble des compétitions nationales et une demi-finale en Ligue des champions. Lyon sera finalement éliminé de la compétition européenne en huitième de finale par Manchester United, mais va conquérir son septième titre de champion de France d'affilée et réaliser un parcours historique en Coupe de France, atteignant la finale pour la première fois depuis 1976. La conquête du trophée contre le PSG constituera un autre évènement pour le club, lui permettant de remporter son premier doublé coupe-championnat.
Des dissensions avec certains joueurs et avec l'encadrement technique, puis entre les dirigeants du club rhodanien et Alain Perrin vont mettre fin rapidement à l'expérience lyonnaise. Le club se sépare de son entraineur, suivi par son adjoint, au début de l'été 2008.

#### AS Saint-Étienne (2008-2009)
En novembre 2008, Laurent Roussey, entraineur de l'AS Saint-Étienne est limogé à la suite d'un début de saison catastrophique en championnat et le club ligérien fait appel à Alain Perrin, champion de France en titre et vainqueur de la coupe de France lors des deux saisons précédentes, pour redresser l'équipe et lui permettre de se stabiliser dans le haut du tableau.
Les débuts du duo Perrin-Galtier vont s'avérer difficiles (défaite 3-0 contre Lille, puis 1-0 contre Nice), avant que l'équipe ne commence à renouer avec la victoire (2-1 contre Nancy, puis 2-0 contre Le Havre), mais le redressement attendu ne se produira finalement pas. En dépit d'un parcours intéressant jusqu'aux huitièmes de finale en coupe UEFA, l'AS Saint-Étienne luttera toute la seconde partie de saison pour éviter la relégation. Dix-huitième au classement et en position de relégable à la veille de la dernière journée du championnat, l'équipe ne se maintient de justesse en Ligue 1 que lors de l'ultime rencontre, grâce à la défaite de Caen et à une encourageante victoire 4-0 contre Valenciennes.
En dépit des très mauvais résultats en championnat, le contrat liant l'AS Saint-Étienne aux deux entraineurs est reconduit en fin de saison jusqu'en juin 2011, dans un souci de stabilité. Le départ de nombreux joueurs, dont pour des raisons financières celui de Bafétimbi Gomis, meilleur buteur du club lors de la saison précédente, et le couteux recrutement de l'intersaison (Bakary Sako, Vincent Planté, Gelson Fernandes, Boubacar Sanogo, Guirane N'Daw, Gonzalo Bergessio, Augusto Fernández) n'ont cependant pas permis de redresser la situation. L'équipe évolue tout l'automne dans la deuxième partie du championnat, puis finit par s'effondrer début décembre, subissant coup sur coup deux lourdes défaites contre Lille (4-0) et contre le PSG (3-0), la plaçant en position de relégable. Le 15 décembre 2009, deux jours après la défaite contre le PSG, les dirigeants de l'AS Saint-Étienne décident l'éviction d'Alain Perrin et proposent à Christophe Galtier de lui succéder à la tête de l'équipe. Ce dernier hésite, puis sur les conseils d'Alain Perrin, finit par accepter. Cinquième entraineur au chevet des Verts depuis la remontée du club en Ligue 1 en 2004, il est celui qui prend en main les destinées de l'équipe dans la situation la plus difficile.

### Carrière d'entraîneur

#### Olympique de Marseille (2000)
Après l'épisode Abel Braga, Christophe Galtier devient entraîneur principal par intérim pendant 6 jours avec Albert Emon (ils coacheront un match, une défaite 3-0 contre le SC Bastia), avant d'être remplacés à ce poste par Javier Clemente.

##### SC Bastia (2004)
Le 5 avril 2004, Gérard Gili est démis de ses fonctions d’entraîneur et Christophe Galtier effectuera l'intérim à la tête de l'équipe avec José Pasqualetti jusqu'à la fin de la saison.

#### AS Saint-Étienne (2009-2017)

##### Stabilisation en Ligue 1 (2009-2011)

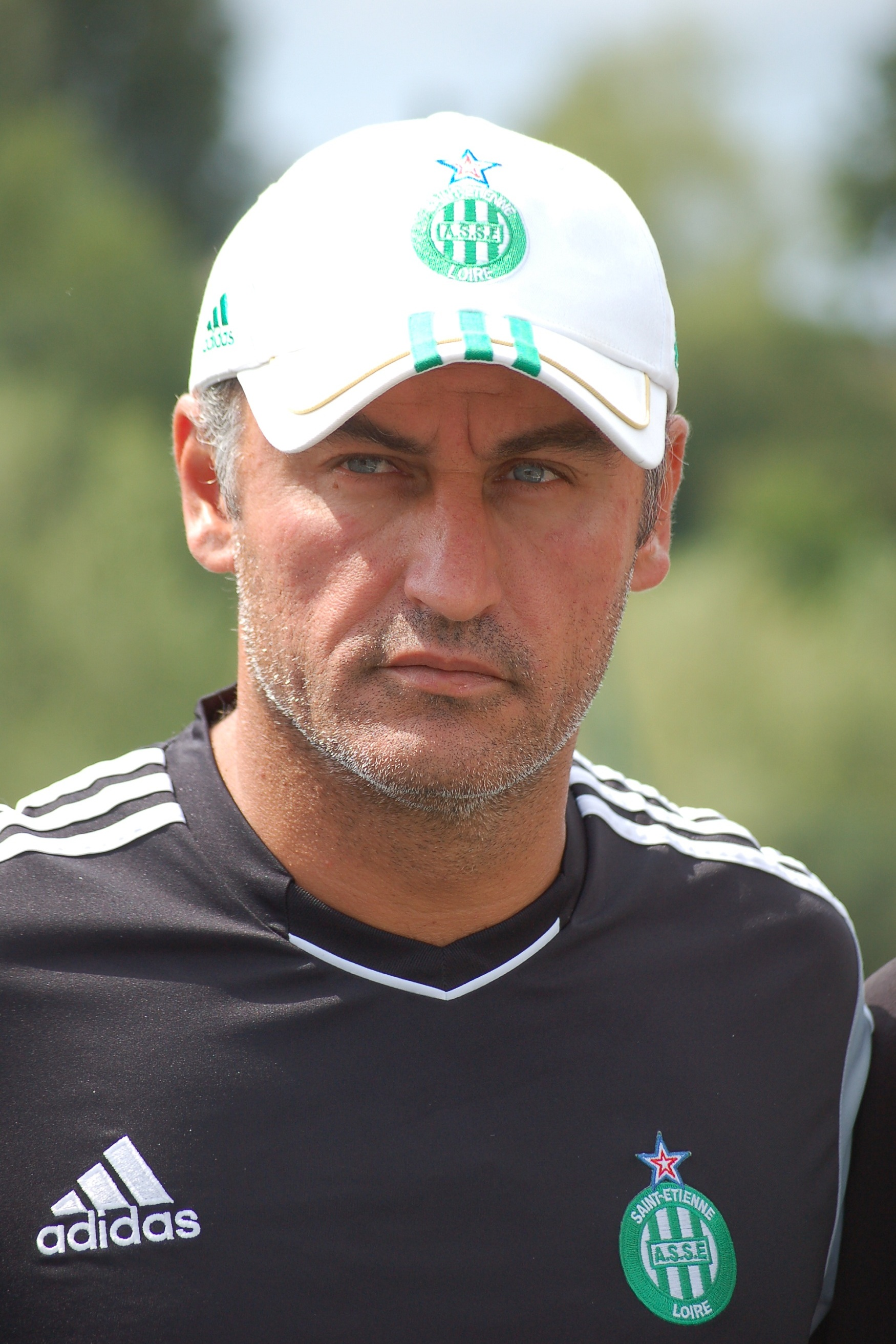
Christophe Galtier au centre d'entraînement de l'AS Saint-Étienne, en 2011.

Le premier match de Christophe Galtier en tant qu'entraîneur principal a lieu face à l'Olympique de Marseille au Stade Geoffroy-Guichard. La rencontre se soldera par un 0-0 grâce à une très bonne équipe stéphanoise qui aura su résister aux assauts marseillais. Durant toute la deuxième partie du championnat l'AS Saint-Étienne ne dépasse pas la 16e place et demeure aux portes de la relégation, mais Christophe Galtier réussit à maintenir les Verts dans l'élite grâce à un coaching fait d'écoute et d'exigence envers ses joueurs et à une précieuse victoire sur un concurrent direct au maintien : l'US Boulogne Côte d'Opale, l'ASSE l'emportant 1-0 au Stade de la Libération. Le dernier match de la saison, face à l'OGC Nice au Stade du Ray se soldera par un score de 1-1. L'équipe termine la saison 2009-2010 une nouvelle fois 17e du championnat, mais avec 8 points d'avance, loin cette fois du premier relégué.
Le maintien en Ligue 1 acquis, Christophe Galtier est confirmé à la tête de l'équipe par les dirigeants de l'AS Saint-Étienne jusqu'en juin 2011, date de fin de son contrat initial d'adjoint. Il décide alors de passer son diplôme d'entraineur et d'effectuer le cursus de 2 ans parallèlement à ses fonctions à la tête de l'équipe. Il confiera en son absence le suivi du groupe à son adjoint Alain Blachon.
Lors de l'intersaison 2010, dans un contexte financier difficile et de profonde restructuration du club, Christophe Galtier s'attaque au chantier de la stabilisation de la défense. Il se sépare ainsi de Mouhamadou Dabo, de Yohan Benalouane et de Cédric Varrault et obtient les signatures de trois défenseurs confirmés de Ligue 1 (Albin Ebondo, Carlos Bocanegra et Sylvain Marchal). Les bonnes performances de l'équipe lors des matchs amicaux de préparation leur assurent une place de titulaire. Il recrute également le milieu de terrain Laurent Batlles, joueur technique et expérimenté en fin de carrière à moindre coût pour le club, dans l'objectif d'encadrer les jeunes joueurs prometteurs qui forment l'essentiel de l'équipe (Emmanuel Rivière, Dimitri Payet, Bakary Sako, Blaise Matuidi, Josuha Guilavogui, Loris Néry, etc.). Le premier match de la saison 2010-2011 se solde par une défaite 3-1 face au PSG, au Parc des Princes, mais Chistophe Galtier saura remobiliser son groupe et les Verts obtiendront les semaines suivantes d’excellents résultats, jusqu'à prendre la tête du championnat pendant 3 journées, grâce notamment à l'enchainement inédit des performances de haut niveau d'un Dimitri Payet mis en confiance. Cette bonne période sera également marquée par la victoire historique à Gerland face à l'Olympique lyonnais lors du centième Derby. La suite de la saison s'avère moins brillante, avec une élimination dès les 32e de finale de la Coupe de France par Clermont et un jeu moins tourné vers l'offensive. Néanmoins, grâce à la très bonne dynamique du début de saison, les Verts continueront de jouer une qualification en Ligue Europa. Cette place est définitivement compromise face au FC Sochaux-Montbéliard (défaite 2-1 des Verts au Stade Auguste Bonal), et l'ASSE termine dixième du championnat. Après le renouveau inattendu de l'automne, les dirigeants du club prolongent dès le mois de décembre le contrat de Christophe Galtier à la tête de l'équipe jusqu'en juin 2014

##### Progression et victoire en Coupe de la Ligue (2011-2013)

Christophe Galtier avec l'AS Saint-Étienne, 2014.

Au début de la saison 2011-2012, Christophe Galtier reconstruit l'attaque et le milieu de terrain. Des joueurs majeurs comme Emmanuel Rivière, Gonzalo Bergessio, Dimitri Payet, Blaise Matuidi quittent le club et Florent Sinama Pongolle, Jérémy Clément, Max-Alain Gradel, Fabien Lemoine, Bănel Nicoliță sont recrutés, tandis que le jeune attaquant Pierre-Emerick Aubameyang, jusque-là peu en vue, est conservé. Le gardien international Stéphane Ruffier prend la place de Jérémy Janot. À côté de Pierre-Emerick Aubameyang qui va se révéler au cours de la saison, Christophe Galtier continue de faire confiance à des jeunes pousses et titularisera régulièrement Bakary Sako, Josuha Guilavogui, Faouzi Ghoulam et Kurt Zouma. L'équipe démarre en trombe, avant d'adopter un schéma de jeu plus défensif et d'évoluer dans le ventre mou du championnat. Après la défaite face à l'Olympique lyonnais le 29 octobre 2011 Christophe Galtier parvient à remobiliser son équipe, qui jouera beaucoup plus offensivement et gagnera des matchs jusqu'en février. En fin de saison, le club termine 7e du championnat de France, ratant de peu à une qualification en Ligue Europa et Christophe Galtier obtient son Diplôme d'Entraineur Professionnel de Football.
La saison 2012-2013 voit le travail réalisé par Christophe Galtier depuis les 2 années précédentes porter ses fruits et révéler ses qualités d'entraineur. L'équipe occupe le haut du tableau, confirmant l'éclosion au plus haut niveau des jeunes joueurs lancés en 2011-2012 (Pierre-Emerick Aubameyang termine deuxième meilleur buteur du championnat et sera nommé aux trophées UNFP du meilleur attaquant, Kurt Zouma est titulaire régulier en équipe de France U20, Faouzi Ghoulam intègre l'équipe nationale d'Algérie et Josuha Guilavogui est sélectionné en fin de saison en équipe de France A). Le bon amalgame avec des joueurs aguerris de Ligue 1, à la suite notamment du recrutement de Brandao et François Clerc puis au positionnement de Loïc Perrin en défense centrale ont été des éléments clés du nouveau dispositif, tout comme le recrutement du jeune Yohan Mollo en janvier et sa rapide intégration, après un début de saison difficile à Nancy. Pratiquant tout au long de la saison un jeu tourné vers l'offensive et fondé sur la solidarité, l'équipe termine à la cinquième place du championnat de France (troisième attaque et deuxième défense), échouant de peu lors des dernières journées à une qualification en Ligue des champions. Le 20 avril 2013, la victoire des Verts en finale de la coupe de la Ligue contre le Stade rennais, après l'élimination du PSG en quart de finale et de Lille en demi-finale, met fin à 32 ans sans titre pour le club, que Christophe Galtier travaille à mobiliser à tous les échelons, et provoque une joie impressionnante chez les supporters ,.

##### Participations européennes (2013-2017)

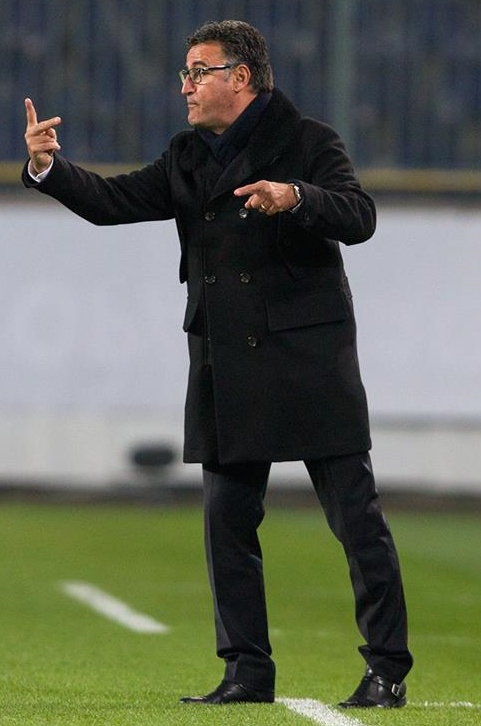
Galtier en 2015.

Grâce à cette coupe, l'ASSE est qualifiée pour la Ligue Europa lors de la saison 2013-2014. À la suite de la progression de l'équipe, de l'éclosion de ses jeunes joueurs et de la conquête du trophée en Coupe de la Ligue, Christophe Galtier a été élu meilleur entraineur de l'année lors des trophées UNFP 2013, à égalité avec Carlo Ancelotti, entraineur du PSG. Il prolonge par ailleurs en fin de saison son contrat à l'AS Saint-Étienne jusqu'en 2016. En mai 2016, après plusieurs semaines d'interrogation, Christophe Galtier confirme rester une saison de plus au sein du club, tout en annonçant des changements dans l'organigramme de son staff. Ainsi, René Lobello s'est engagé deux ans comme entraîneur adjoint, Thierry Oleksiak et Laurent Battles quittant leur poste d'adjoint et second adjoint. Le départ de Galtier au terme de la saison 2016-2017 est confirmé par le club stéphanois le 9 mai 2017.

#### LOSC Lille (2017-2021)
Le 22 décembre 2017, le Lille OSC, alors 18e de Ligue 1, annonce un accord de principe avec Galtier pour devenir le nouvel entraîneur du club,. Il prend la suite de la cellule technique mise en place après la suspension de Marcelo Bielsa. Il revient ainsi dans le club où il a été joueur de 1987 à 1990.
Sa mission se complique après que la DNCG interdit le LOSC de recrutement lors du mercato hivernal. Il réussit toutefois son pari en permettant au club nordiste de se maintenir lors de l'avant-dernière journée après trois victoires consécutives. Lors de la dernière journée de championnat, son équipe se déplace chez son ancien club, l’AS Saint-Étienne, où elle s'incline lourdement (5-0).

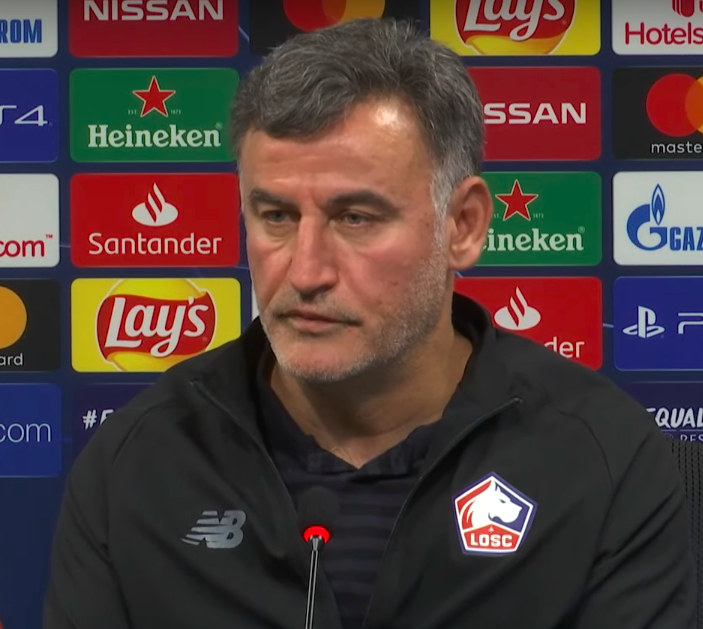
Galtier en conférence de presse avec le LOSC en 2019.

La seconde saison (2018-2019) est bien meilleure que la première puisque l'équipe se classe deuxième du championnat, et se qualifie ainsi pour la Ligue des champions. Il est élu meilleur entraîneur français de l’année de l’année 2019 selon l’hebdomadaire France Football.
Lors de la saison 2019-20, son équipe termine 4e de la Ligue 1, à la suite de l'arrêt du championnat à la 28e journée due à la crise de la Covid-19, et se qualifie pour l'Europa League.
En 2021, Christophe Galtier utilise un mixte de jeunes joueurs tels que Jonathan David ou Botman et de joueurs expérimentés comme José Fonte ou Benjamin André afin de cadrer son équipe.
En Coupe de France, l'équipe perd cependant en 8e de finale 3-0 contre le PSG malgré de bonnes prestations.
En Europe, son bilan est un peu plus contrasté car l'équipe fait de très bons résultats en phase de groupe de Ligue Europa en battant par exemple l'AC Milan sur le score de 3-0 mais se fait éliminer en 16e de finale par l'Ajax Amsterdam 4-2 sur l'ensemble des deux matchs.
Meilleure défense du championnat l'équipe est très efficace lors de ses déplacements à l'extérieur et consolide au fil de la saison sa place de leader. Il remporte le championnat de France lors de la dernière journée contre Angers, grâce à des buts de Burak Yilmaz et Jonathan David (venus remplacer Victor Osimhen parti pour Naples), Lille finit premier avec un seul point d’avance sur le PSG et 83 points offrant au LOSC son 4e titre, 10 ans après l'avoir remporté en 2011 avec Rudi Garcia. Galtier est élu meilleur entraîneur de Ligue 1.

#### OGC Nice (2021-2022)
Le 28 juin 2021, l'OGC Nice officialise l'arrivée de Christophe Galtier à la tête de l'équipe ; il signe un contrat de trois ans.
Le 27 juin 2022, après une saison conclue sur une 5e place en championnat et une finale perdue en Coupe de France, il est remplacé par Lucien Favre.

#### Paris Saint-Germain (2022-2023)
Le 5 juillet 2022, Christophe Galtier s'engage avec le Paris Saint-Germain pour deux saisons, remplaçant ainsi Mauricio Pochettino,. L'OGC Nice reçoit alors une indemnité de transfert située entre quatre et cinq millions d'euros (alors que dix étaient évoqués) pour son départ vers la capitale.
Le 31 juillet, il remporte son premier trophée avec son nouveau club en s’imposant face au FC Nantes dans le match du Trophée des champions (4-0).
De la présaison au Japon jusqu'à la trêve internationale liée à la Coupe du monde 2022 au Qatar en fin d'année civile, Galtier enchaîne les matchs invaincus avec le PSG.
Sa première défaite intervient le 1er janvier 2023, à l'extérieur contre le RC Lens (3-1). Le 8 février, les Parisiens sont éliminés en huitième de finale de la Coupe de France par l'Olympique de Marseille (2-1). S'ensuit une période de tumultes, avec notamment l'élimination en huitième de finale de la Ligue des champions contre le Bayern Munich (défaites à l'aller au Parc des Princes, 0-1, et au retour à l'Allianz Arena, 2-0). Le PSG finit en tête du classement, un point devant le RC Lens, et décroche ainsi le onzième titre de champion de son histoire ; ce titre lui permet alors de dépasser l'AS Saint-Étienne au palmarès et devenir le club le plus couronné de la compétition.
Le 5 juillet 2023, le Paris Saint-Germain annonce avoir décidé, avec Christophe Galtier, de mettre un terme à son contrat d'entraîneur de l'équipe première.

#### Al-Duhail SC (2023-2025)
Le 12 octobre 2023, Christophe Galtier s'engage avec le club qatarien d'Al-Duhail SC pour une durée de deux ans, en remplacement d'Hernán Crespo,. L'équipe de Doha est éliminée dès la phase de poules de la Ligue des champions d'Asie en décembre ; le même mois, elle sort également de la Coupe des Étoiles du Qatar, en quart de finale.
Tenant du titre de champion du Qatar, le club finit à la 6e place du championnat en avril 2024. L'équipe arrive jusqu'en demi-finale de la Coupe de l'Émir en mai. Après une première saison laborieuse à la tête d’Al-Duhail, l’ancien entraîneur du PSG décroche son premier trophée dans le Golfe, la Coupe des Étoiles en décembre 2024. Fin mai 2025, il annonce son départ du club qatarien. 

## Palmarès

### Joueur

#### En club
Olympique de Marseille
- Championnat de France de football :
  - Vice-champion en 1987
- Coupe de France :
  - Finaliste en 1986 et 1987

#### En sélection
Équipe de France espoirs
- 6 sélections en 1988
- Championnat d'Europe espoirs :
  - Champion en 1988

### Entraîneur adjoint
FC Sochaux-Montbéliard
- Coupe de France :
  - Vainqueur en 2007

 Olympique lyonnais
- Championnat de France :
  - Champion en 2008
- Coupe de France :
  - Vainqueur en 2008
- Trophée des Champions :
  - Vainqueur en 2007
- Coupe de la paix :
  - Vainqueur en 2007

### Entraîneur
AS Saint-Étienne
- Coupe de la Ligue
  - Vainqueur en 2013

 LOSC Lille
- Championnat de France
  - Champion en 2021
  - Vice-champion en 2019

 OGC Nice
- Coupe de France
  - Finaliste en 2022

 Paris Saint-Germain
- Championnat de France
  - Champion en 2023
- Trophée des Champions
  - Vainqueur en 2022

 Al-Duhail
- Coupe des Étoiles
  - Vainqueur en 2024

### Distinctions individuelles
- Trophées UNFP du football :
  - Meilleur entraîneur de Ligue 1 en 2013 (ex-æquo avec Carlo Ancelotti), en 2019 et 2021[55]
- France Football :
  - Meilleur entraîneur français de l'année en 2019[56] et 2021[57]

## Vie personnelle
Christophe Galtier a trois fils : Enzo et Jordan Galtier (entraîneur adjoint de l'AC Ajaccio à partir de 2021), ainsi que John Valovic-Galtier, le fils de sa compagne qu’il a élevé depuis l’âge de quatre ans puis adopté, et qui est devenu son agent.

## Relaxe d'accusations de harcèlement moral et discrimination raciale
En avril 2023, dans un mail envoyé à la direction de Nice à la fin de la saison 2021-2022, Julien Fournier, responsable du club de football niçois, a accusé l'ancien entraîneur de faire des commentaires racistes. Selon le contenu du mail, Christophe Galtier aurait exprimé son mécontentement concernant la présence jugée excessive de joueurs noirs et musulmans au sein de l'équipe niçoise. Galtier décide alors de porter plainte, le parquet de Paris a confirmé avoir reçu la plainte au sujet d'accusations de diffamation et de mise en danger par diffusion d'informations. Les personnes visées par cette plainte sont Julien Fournier, ainsi que les journalistes Daniel Riolo et Romain Molina. La plainte a été déposée auprès du pôle national de lutte contre la haine en ligne, à la suite de propos présumés diffamatoires tenus à leur encontre,.
En juin 2023, il est placé en garde à vue dans le cadre d'une enquête préliminaire ouverte à la mi-avril  pour des soupçons de « discrimination fondée sur une prétendue race ou l’appartenance à une religion ». Il est soupçonné d’avoir tenu des propos racistes et discriminatoires lors de son passage à l’OGC Nice.
Le 21 décembre 2023, Christophe Galtier est relaxé par le Tribunal correctionnel de Nice qui estime qu'aucune des deux infractions dont il était accusé (harcèlement moral et discrimination raciale) n'était caractérisée. Ses avocats qualifient cette victoire judiciaire de « réhabilitation totale »,. Christophe Galtier se trouvait au Qatar au moment où le jugement a été prononcé.